# 崎平站
崎平站（日语：／ Sakidaira eki */?）是位於靜岡縣榛原郡川根本町，屬於大井川鐵道大井川本線的鐵路車站。

## 車站結構
本站為擁有側式月台1面1線的地面車站與無人站。

## 使用情况
- 根據靜岡縣統計年鑑，2007年度每日平均上車人次為42人。

## 车站周边
- 国道362号
- 大井川